# Tvåblomster
Tvåblomster är en fiktiv person skapad av Terry Pratchett, som har medverkat i böckerna om Skivvärlden. Tvåblomster var för första gången med i boken Magins färg.
Tvåblomster är Skivvärldens första turist. Tillsammans med Rensvind flyr han från Ankh-Morpork på grund av att de har startat en brand, och börjar ta sig runt hela Skivan. Under en period satt han i agateanskt fängelse, på grund av att han skrev boken Vad jag gjorde på min semester, ett revolutionärt verk som beskriver vad Tvåblomster gjorde i Ankh-Morpork. Han satt i fängelset tills Rensvind kom och räddade honom efter att själv blivit utsatt för fängelsevistelse i cellen bredvid Tvåblomster.

## Medverkan i böcker
- Magins färg (1983)
- Spännande tider (1994)